# Pionerski (Novossibirsk)
|  | Per a altres significats, vegeu «Pionerski». |

Pionerski (en rus: Пионерский) és un poble (un possiólok) de l'óblast de Novossibirsk, a Rússia, que en el cens del 2010 tenia vuit habitants, pertany al districte de Novossibirsk.